# Johann Georg Gichtel
Johann Georg Gichtel (Ratisbona, 14 marzo 1638 – Amsterdam, 21 gennaio 1710) è stato un filosofo, teologo e mistico tedesco, seguace della dottrina teosofica di Jacob Böhme.

## Biografia
Nato a Regensburg (Ratisbona), in Baviera, dove suo padre era un membro influente del senato cittadino, Gichtel rivelò a scuola una notevole capacità di apprendimento delle lingue, imparando il greco, l'ebraico, il siriaco e l'arabo; fu inviato a Strasburgo per continuare gli studi in teologia, ma disapprovando gli insegnamenti praticati dai docenti J.S. Schmidt e Philipp Jakob Spener, passò alla facoltà di legge. Fu quindi ammesso alla professione di avvocato, prima a Spira, poi a Ratisbona; qui ebbe modo di conoscere nel 1664 il barone Justinianus von Weltz (1621-1668), un nobile ungherese che nutriva l'ideale di ricomporre l'unità cristiana dei fedeli e convertire il mondo al Cristianesimo. Entrando in una nuova dimensione della vita, fatta anche di sogni e di visioni, Gichtel abbandonò ogni interesse per la sua professione di avvocato, diventando un acceso sostenitore del movimento fondato da Weltz, il Christerbauliche Jesusgesellschaft («Società di Gesù per l'Educazione Cristiana»).
Quando all'interno del movimento, che sin dagli esordi si era procurato una certa ostilità, Gichtel cominciò ad attaccare gli insegnamenti della chiesa luterana locale, quelli riguardanti in particolare la dottrina fondamentale della giustificazione per fede, le autorità lo accusarono di anabattismo sottomettendolo a un procedimento penale che lo costrinse infine all'esilio e alla confisca dei beni (1665). Dopo diversi mesi di vagabondaggio, durante i quali riparò a Vienna dove ebbe modo di praticare l'alchimia, raggiunse i Paesi Bassi nel gennaio 1667, stabilendosi a Zwolle. Qui collaborò col pastore luterano Friedrich Breckling (1629-1711), del quale condivideva le idee e le aspirazioni, fautrici di un sistema ecclesiastico improntato ad un'ampia libertà di pensiero.
Coinvolto con Breckling in gravi accuse di eresia per aver preso le sue difese, dopo un periodo di prigionia Gichtel fu bandito per gli anni seguenti da Zwolle, andando quindi a sistemarsi nel 1668 ad Amsterdam, dove rimase per tutto il resto della sua vita.
Ad Amsterdam, vivendo in regime di povertà, abbandonandosi spesso alla preghiera, a sogni profetici ed a esperienze mistiche, conobbe la visionaria Antoinette Bourignon, ed entrò a conoscenza della dottrina del filosofo Jakob Böhme, di cui divenne ardente discepolo, e le cui opere fece pubblicare nel 1682 con una raccolta in due volumi. Gichtel fondò anche una piccola comunità, i «Fratelli della vita angelica», composta da suoi seguaci noti come Gichteliani o Fratelli degli Angeli, ispirati al suo ideale di una vita del tutto libera dai desideri carnali, come quella degli «angeli nel cielo», «che non si sposano né sono dati in matrimonio». Tale gruppo si costituì in un sistema sacerdotale «alla maniera dell'Ordine di Melchisedec», dedito a placare l'ira di Dio, e a riscattare le anime dei peccatori dalle sofferenze sull'esempio di Cristo.
Rispetto però a Böhme che aveva «voluto rimanere un figlio fedele della Chiesa», i Gichteliani formarono un gruppo separatista, che nonostante diverse defezioni Gichtel riuscì a mantenere unito fino alla sua morte, ed è presente tuttora nei Paesi Bassi e in Germania.

## La dottrina e le opere

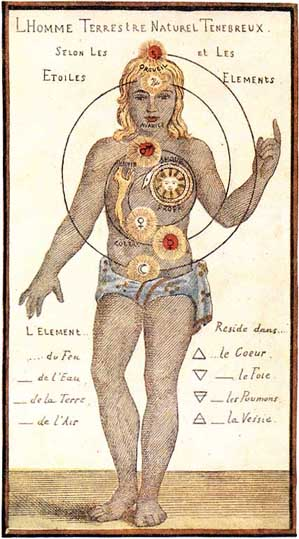
Una delle tavole a colori contenute nella Theospophia Practica di Gichtel (1696), che illustra i sette centri energetici segreti del corpo umano, già conosciuti nella letteratura indiana come chakra.

La dottrina di Gichtel si basa su elementi della tradizione ermetico-alchemica e rosacrociana veicolati dalla teosofia di Jakob Böhme, a loro volta derivanti dalla mistica tedesca di ascendenza neoplatonica e gnostica. Gichtel riprende da Böhme la visione trinitaria di Dio, secondo cui il Padre rappresenta l'Abisso, un Fondo oscuro dal quale però Egli vuole rivelarsi attraverso il Figlio, per tornare di nuovo a Sé con un atto di riflessione che consiste nel momento dello Spirito Santo. Questa attività in seno a Dio si rispecchia nella Creazione, il cui principio divino intellegibile è la Sophia o Saggezza, assimilata a una Vergine. Questa è il Sapere, l'immagine con cui l'Assoluto si riflette nel mondo.
Nella Sophia dimorano le idee, i modelli della creazione, dove si ricompongono i dualismi e le lacerazioni della realtà terrena che in esse trovano la loro comune radice. Da qui la rinuncia ad ogni impegno matrimoniale, poiché il vero cristiano è sposato solo con la Sophia celeste: in Dio infatti gli opposti coincidono, sicché anche Cristo e Adamo, secondo Gichtel, nascono androgini.
La caduta nel peccato genera il dualismo e la separazione tra le due polarità, tra il principio igneo maschile e quello umido femminile, tra la luce e le tenebre, da cui l'uomo si risolleva percorrendo tre fasi, fino a partecipare alle nozze mistiche di Cristo con Sophia. Una costante del pensiero di Gichtel è il rigetto della dottrina luterana della giustificazione per fede, essendo egli fermamente persuaso del potere della volontà umana. Dio, secondo Gichtel, abita nell'anima del credente, e dunque questi è capace di un rapporto esclusivo con Lui, che gli si rivela «in forma di mare di Fuoco», laddove la chiesa luterana predicava invece l'inattingibilità dell'Altissimo per vie diverse da quelle delle Scritture.

Ritenuto da Evola «l'esponente più vicino all'esoterismo di tutta la corrente» teosofico-cristiana, Gichtel ne declinò il misticismo in senso maggiormente scientifico con l'esposizione di una dottrina dei centri segreti del corpo umano, singolarmente affine al sistema induista dei chakra.
(Gichtel, Theosophia practica, V, 31)
Gran parte degli scritti religiosi di Gichtel, contenuti nella corrispondenza col suo discepolo Gottfried Arnold, furono pubblicati da quest'ultimo una prima volta nel 1701 in 2 volumi, e di nuovo nel 1708 in 3 volumi. L'opera, denominata inizialmente Eine kurze Eroffnung und Anweisung der dreyen Principien und Welten im Menschen (Una breve introduzione e istruzione sui tre Principi ed i tre Mondi nell'uomo), venne frequentemente ristampata con il titolo Theosophia Practica che compare la prima volta nel 1722, quando fu divisa in sei volumi. Nel 1768 ne venne pubblicata una nuova edizione in tedesco a Berlino, con l'aggiunta di un settimo volume e indicazioni sulla vita di Gichtel.
Un'altra raccolta degli scritti di Gichtel è la Theosophische Sendsschreiben (Lettere teosofiche), il cui titolo però potrebbe essere stato sovrapposto alla prima opera. Anche l'ordine delle edizioni, attribuite alla prima, potrebbe in realtà appartenere alla seconda: secondo Maurizio Barracano, se così fosse, la Theosophia Pratica o Tre Principi ed i tre Mondi nell'uomo sarebbe stata pubblicata in realtà nel 1696 ad Amsterdam, in otto volumi corredata da figure, quindi di nuovo nel 1736, e infine in tedesco, a Berlino e Lipsia, nel 1779.
All'opera di Gichtel si riallaccerà il movimento teosofico contemporaneo fondato nell'Ottocento da Helena Petrovna Blavatsky, riguardo in particolare all'aspetto androgino di Dio. Anche il teosofo Charles Webster Leadbeater, vescovo della Chiesa Cattolica Liberale, citò la Theosophia Practica di Gichtel a proposito della dottrina dei chakra riferendosi alla descrizione dei centri energetici dell'uomo ivi illustrata. In Italia i lavori di Gichtel sui centri segreti del corpo umano furono fatti conoscere da Julius Evola e dal Gruppo di Ur in un articolo raccolto nell'opera Introduzione alla magia.

## Edizione italiana delle opere
- Johann Georg Gichtel, Theosophia Practica, Milano, Sebastiani, 1973 ISBN 88-7252-130-0
- Johann Georg Gichtel, Theosophia Practica, con un saggio introduttivo di Maurizio Barracano, Roma, Mediterranee, 1982, 2ª ed. 1998 ISBN 88-272-0667-1